# 331 pr. n. št.

## Dogodki
- ustanovitev Aleksandrije
- bitka pri Gavgameli